# Tibiodrepanus hircus
Tibiodrepanus hircus är en skalbaggsart som beskrevs av Christian Rudolph Wilhelm Wiedemann 1823. Tibiodrepanus hircus ingår i släktet Tibiodrepanus och familjen bladhorningar. Inga underarter finns listade i Catalogue of Life.